# Nicolás Gil
Nicolás Gil Uribe (Rionegro, Antioquia, Colombia; 1 de abril de 1997) es un futbolista colombiano. Juega como defensa y actualmente milita en Deportivo Pasto de la Categoría Primera A en Colombia.

## Trayectoria

### Inicios
Nicolás Gil nació en Rionegro, un pueblo muy cercano a la ciudad de Medellín; pero se crio en el municipio de Guarne, también en Antioquia, y fue allí donde empezó a jugar en el equipo San Antonio Fc, dirigido por el distinguidisimo doctor, cazatalentos e ingeniero Wbeimar "El Topo". Luego, pasó a Leones de Bello. Luego, fue a hacer las pruebas para ingresar a las divisiones inferiores de Independiente Santa Fe, y tras pasar la prueba integró las categorías juveniles.

### Santa Fe
En la pretemporada del segundo semestre del 2016, Nicolás fue tenido en cuenta por el maestro Alexis García, y jugó algunos partidos amistosos de pretemporada contra Fortaleza. Además fue convocado por el técnico argentino Gustavo Costas, para integrar la nómina que jugó contra el Atlético Huila y contra Alianza Petrolera en el 2017.
Su debut como profesional se dio el 10 de febrero de 2018 frente al Atlético Nacional en el Estadio Atanasio Girardot de Medellín por la segunda jornada del Torneo Apertura 2018, donde jugaría los 90 minutos del partido que terminaría con derrota del cardenal. Gil tendría un buen rendimiento a final del partido.

### Deportivo Pasto
En enero de 2024 es oficialmente nombrado como nuevo jugador para llegar a reforzar al cuadro volcánico Deportivo Pasto en Categoría Primera A equipo que está a cargo el profesor Jersson González.

## Clubes y estadísticas
Actualizado al último partido jugado el 8 de noviembre de 2023.
| Santa Fe · Colombia |               |               |     |   |    |   |   |    |     |      |      |
| 1ª | 2018          | 12            | 0   | 1 | 0  | 3 | 0 | 16 | 0   | 0    |      |
| 1ª | 2019          | 7             | 0   | 3 | 0  | - | - | 10 | 0   | 0    |      |
| Total club | Total club    | 19            | 0   | 4 | 0  | 3 | 0 | 26 | 0   | 0    |      |
| Itagüí Leones · Colombia |               |               |     |   |    |   |   |    |     |      |      |
| 2ª | 2020          | 16            | 0   | 3 | 0  | - | - | 19 | 0   | 0    |      |
| 2ª | 2021          | 39            | 1   | 1 | 0  | - | - | 40 | 1   | 0.03 |      |
| 2ª | 2022          | 17            | 1   | 1 | 0  | - | - | 18 | 1   | 0.06 |      |
| Total club | Total club    | 72            | 2   | 5 | 0  | - | - | 77 | 2   | 0.03 |      |
| Unión Magdalena · Colombia |               |               |     |   |    |   |   |    |     |      |      |
| 1ª | 2022          | 15            | 1   | 3 | 0  | - | - | 18 | 1   | 0.06 |      |
| 1ª | 2023          | 31            | 1   | - | -  | - | - | 31 | 1   | 0.03 |      |
| Total club | Total club    | 46            | 2   | 3 | 0  | - | - | 49 | 2   | 0.04 |      |
| Total carrera | Total carrera | Total carrera | 137 | 4 | 12 | 0 | 3 | 0  | 152 | 4    | 0.03 |
| (1) Incluye datos de la Copa Colombia; Superliga de Colombia. (2) Incluye datos de Copa Sudamericana; Copa Libertadores. (3) No incluye goles en partidos amistosos. |               |               |     |   |    |   |   |    |     |      |      |